# Северобелорусская культура
Северобелорусская культура — археологическая культура эпохи позднего неолита—ранней бронзы, памятники которой распространены в Витебской и Минской областях Белоруссии, на юге Псковской и северо-западе Смоленской областей России, на юго-востоке Латвии.

## Описание
Северобелорусская культура представлена в основном стоянками, вероятных её могильников не выявлено. Памятники относятся к середине III — середине I тысячелетия до н. э.
Культура сформировалась на основе культуры среднего неолита под влиянием носителей верхнеднепровской культуры, а также культур боевых топоров с Балтики и Поднепровья (среднеднепровская культура). Часть исследователей относит данную культуру к культурам боевых топоров, также именуемых культурами шнуровой керамики.
Носители северобелорусской культуры занимались охотой, рыболовством, собирательством, земледелием и скотоводством. Поселения располагались в основном у истоков или устий рек у озёр на песчаной местности, изредка — на высохших торфяных берегах озёр. Жилища вытянутые, с двухуклонной крышей, есть свидетельства существования заглублённых построек на 0,5 м. В центре жилища размещались сильно углублённые в землю вертикальные заострённые столбы.
Для северобелорусской культуры характерна раннедонная и плоскодонная на поздних стадиях развития лепнина с примесями в глине дроблёных ракушек, органики, на поздних стадиях — песка, шамота. Поверхность была затенена с обеих сторон преимущественно в субгоризонтальном направлении. Горшки густо орнаментированы по всей поверхности (включая дно, венчик, его срез и внутреннюю часть). На более поздних стадиях орнамент более разрежен. Часть посуды повторяет форму горшков культур шнуровой керамики. Основные элементы декора — насечки, различные оттиски гладких и зубчатых штампов, ямочки и проколы, встречаются оттиски шнура.
Орудия труда и предметы домашнего обихода изготавливались из кремня, кости, рога, дерева (наконечники стрел, гарпунов и копий, проколки, кинжалы, рыболовные крючки, топоры, столярные долота, ложки, рукояти, самодельные клыки кабана и др.). Из дерева строились челны.
Камень использовался для изготовления шлифовальных досок, точильных станков, мотыг и топоров. К концу существования культуры появились изделия из бронзы и меди — топоры и шила (Кастыки, Осавец — 2, 7). Из зубов, костей, рогов и янтаря изготовлялись разнообразные украшения и амулеты.
Найдены произведения искусства первобытного человека: статуэтки людей, животных, птиц, орнаментированные предметы быта и оружия, музыкальные инструменты (флейты), а также инструменты из трубчатых костей птиц.
Наиболее изученные памятники культуры: Кастыки, Кривино, Осовец.

## Исследователи
Основными исследователями данной культуры являются А. М. Микляев, выделивший культуру в 1971 г., М. М. Чернявский, занимавшийся исследованием её памятников на территории Беларуси, а также А. Н. Мазуркевич, Э. М. Зайковский, Макс. М. Чернявский.

## См. так же
- История Псковской области